# FM 103.2
FM103.2，前身2CBA，是澳洲悉尼市的一間基督教電台，廣播頻率是 FM 103.2兆赫（Mhz）。它在1979年3月5日，由Vernon Turner 牧師創立，並成為澳洲第一間以FM廣播的電台。 它的播放風格包含一些傳統和現代的基督教音樂，但也包括一些世俗的音樂。 這電台亦會定期報導全球基督教的新聞和消息，也有聖經經文時間，早晨敬拜時間，基督教評論，和教會崇拜的網上同步直播。

## 站外連結
- FM103.2 網站